# Csesznek
Csesznek (dt. Zeßnegg; kroat. Česneg und slowak. Česnek) ist eine ungarische Gemeinde im Kreis Zirc im  Komitat Veszprém. Berühmt ist sie für ihre mittelalterliche Burg.

## Geografische Lage
Csesznek liegt gut zehn Kilometer nördlich der Stadt Zirc. Die Nachbargemeinde Bakonyszentkirály grenzt  direkt nördlich an Csesznek.

## Geschichte
Die mittelalterliche Burg von Csesznek wurde 1263 vom Baron Jakab Cseszneky errichtet, der der Schwertträger des Königs Béla IV. war. Er und seine Nachkommen sind nach der Burg Cseszneky benannt worden. Zwischen 1326 und 1392 war sie königliche Burg, als König Sigismund anbot, sie für die Familie Garai anstelle des Banat von Macsó zu ändern. 1482 starb die männliche Linie des Garais aus und König Matthias Corvinus spendete die Burg der Familie Szapolyai. 1527 übernahm Baron Bálint Török die Burg. Während des 16. Jahrhunderts waren die Familien Csábi, Szelestey und Wathay im Besitz von Csesznek. 1561 wehrte Lőrinc Wathay erfolgreich die Belagerung der Osmanen ab. Jedoch wurde das Schloss 1594 von den türkischen Truppen besetzt, aber bereits 1598 erlangten die Ungarn es wieder. Dániel Esterházy kaufte 1635 das Schloss und das Dorf. Von dieser Zeit an bis 1945 war Csesznek im Besitz der Familie Esterházy.

## Sehenswürdigkeiten
- Ferenc-Wathay-Büste
- Heimatmuseum (Falumúzeum)
- Römisch-katholische Kirche Kisboldogasszony, erbaut im 18. Jahrhundert (Barock), später umgebaut

## Verkehr
Durch Csesznek verläuft die Nebenstraße Nr. 82113. Der Bahnhof Porva-Csesznek befindet sich südwestlich des Ortes.

## Bilder

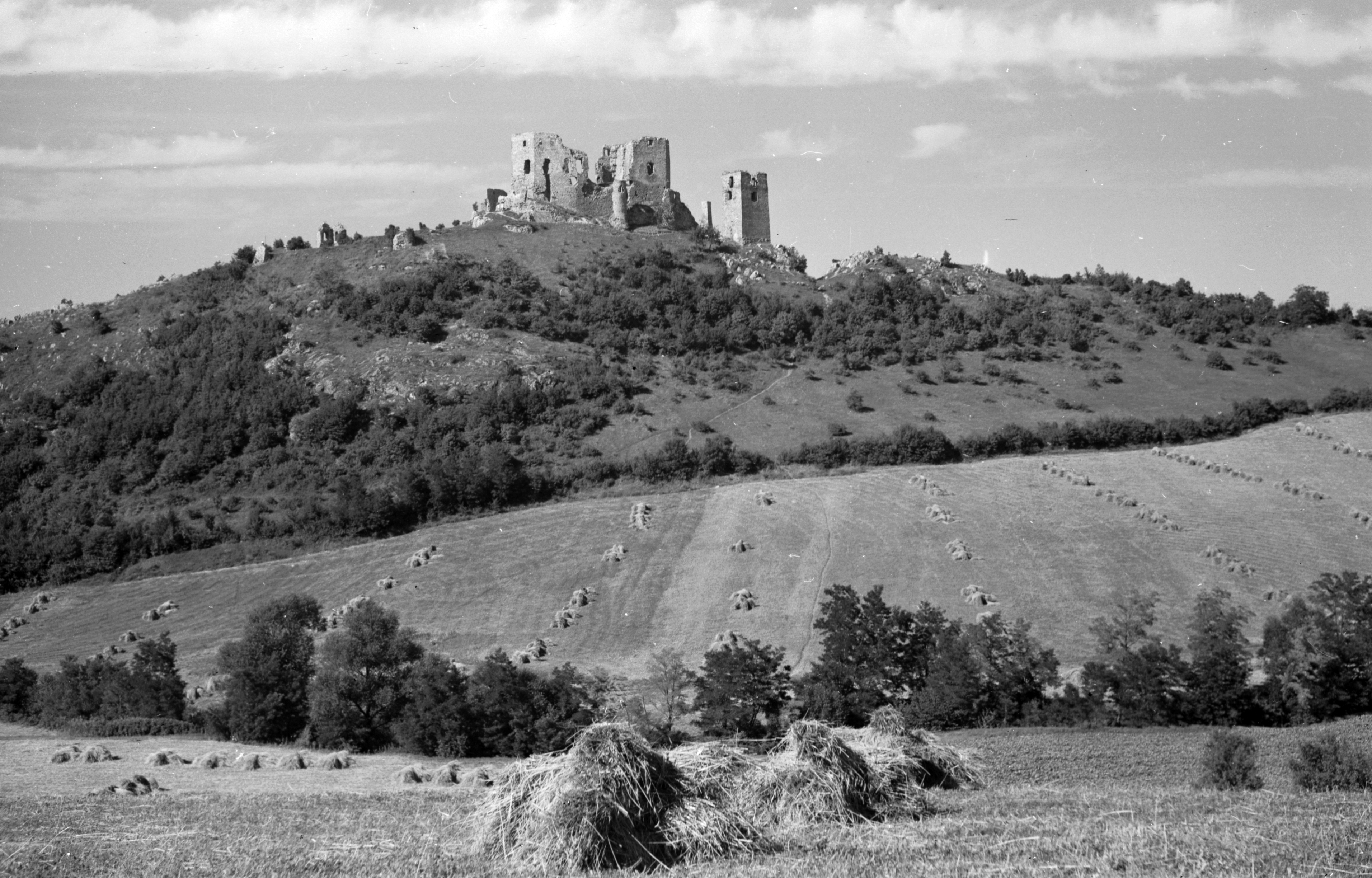
Blick auf die Burgruine (1959)
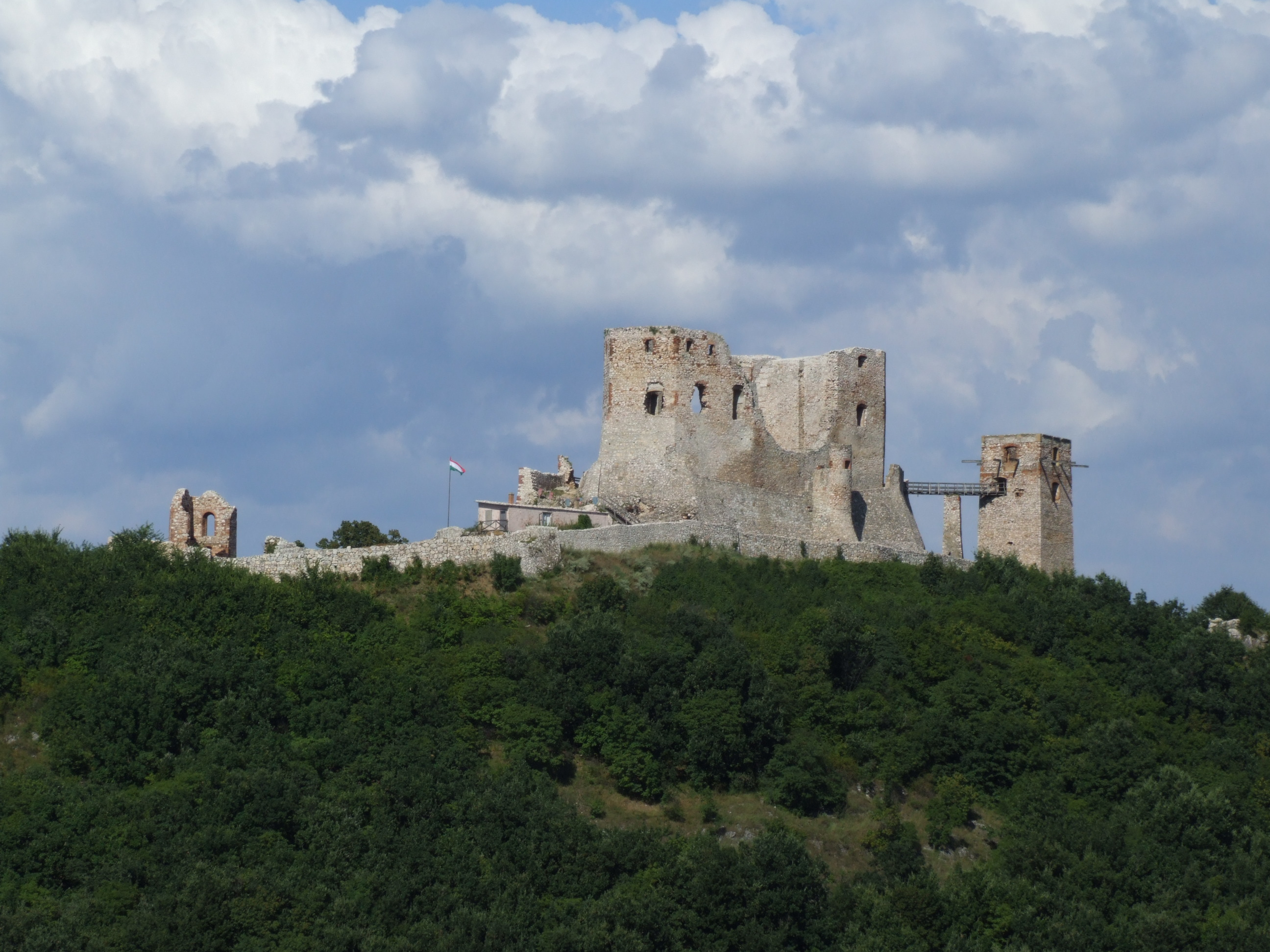
Burgruine (2010)
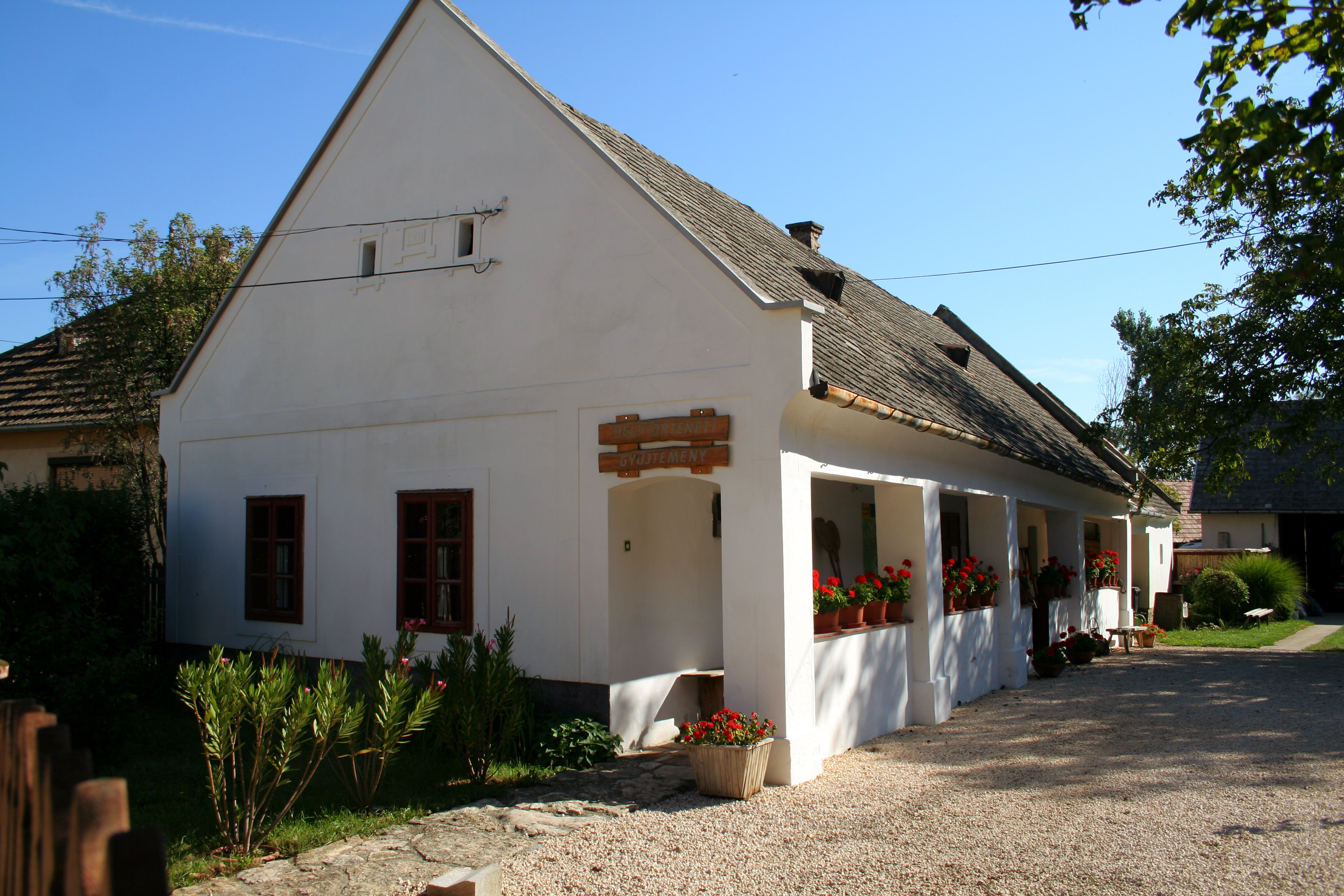
Heimatmuseum
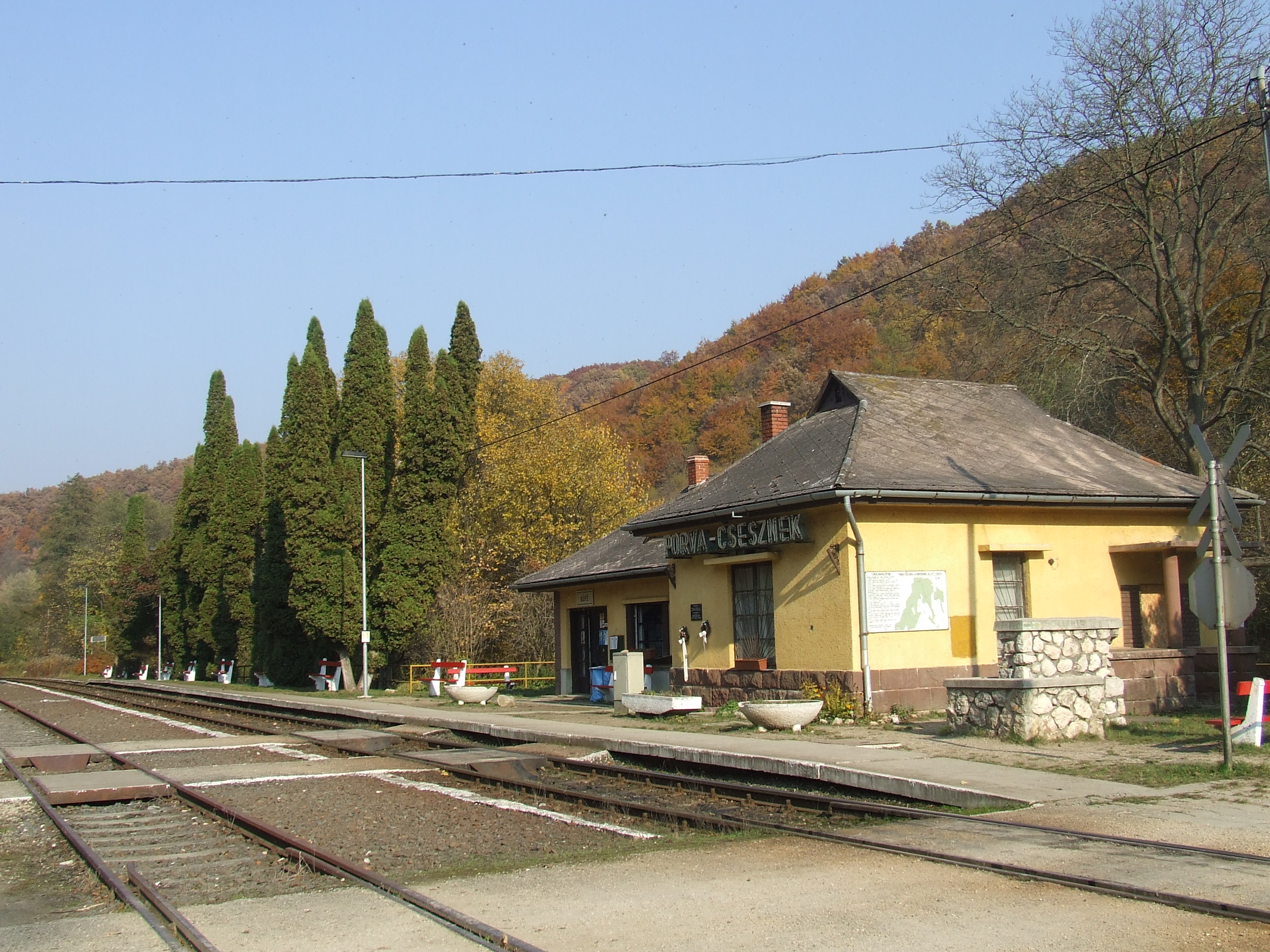
Bahnhof Porva-Csesznek